# カザン学派
カザン学派（カザンがくは）は、1870年代のカザン大学において、ボードゥアン・ド・クルトネとその学生によって形成された言語学の学派。

## 代表的な言語学者
- ボードゥアン・ド・クルトネ (1845-1929)
- ミコワイ・クルシェフスキ（英語版） (1851-1887)

## 業績
クルトネやクルシェフスキの生前には彼らの仕事が国際的に評価されることはほとんどなかったが、後の構造主義の基本となる考え方に近い点が多かった。このふたりがカザン学派として後にロマーン・ヤーコブソンによって紹介された。
クルトネは言語の静態と動態、およびラングとパロールに相当する区別を行った。また音声と意味の関係を追求し、生理学的な音と心理学的な音声を区別した。クルシェフスキはクルトネの説を発展させ、「音素」(фонема, phonème)という言葉を使用して、この語に心理学的な音声の単位の意味を与えた。この語はフェルディナン・ド・ソシュールの『覚え書き』から借りたものだったが、ソシュールにおいては語源的に同じ音の異なるあらわれを意味していた。
1880年代にはクルトネがカザンを去り、またクルシェフスキが早逝したため、カザン学派は長続きしなかった。クルトネは後にサンクトペテルブルクでレフ・シチェルバやエフゲニー・ポリワーノフらに影響を与えた。
ソシュール本人も一般言語学の講義以前にクルトネとクルシェフスキの仕事を知って、高く評価していた。